# Masters of Formula 3 2011
Il XXI Masters of Formula 3 2011 è stata la ventunesima edizione del Masters di Formula 3, gara riservata a vetture di Formula 3, tenuta sul circuito di Zandvoort nei Paesi Bassi, il 14 agosto 2011. Fu una delle gare del Campionato Internazionale FIA di Formula 3 2011.
La gara è stata vinta dal pilota svedese Felix Rosenqvist, per il Mücke Motorsport.

## Piloti e team
| Team              | Telaio          | Nr | Pilota               | Serie                 |
| ----------------- | --------------- | -- | -------------------- | --------------------- |
| Signature         | F308-Volkswagen | 1  | Marco Wittmann       | Formula 3 Euro Series |
| Signature         | F309-Volkswagen | 2  | Laurens Vanthoor     | Formula 3 Euro Series |
| Signature         | F308-Volkswagen | 3  | Daniel Abt           | Formula 3 Euro Series |
| Signature         | F308-Volkswagen | 4  | Carlos Muñoz         | Formula 3 Euro Series |
| Carlin Motorsport | F308-Volkswagen | 6  | Carlos Huertas       | British Formula Three |
| Carlin Motorsport | F308-Volkswagen | 7  | Jazeman Jaafar       | British Formula Three |
| Carlin Motorsport | F308-Volkswagen | 8  | Kevin Magnussen      | British Formula Three |
| Carlin Motorsport | F308-Volkswagen | 9  | Rupert Svendsen-Cook | British Formula Three |
| Prema Powerteam   | F308-Mercedes   | 11 | Roberto Merhi        | Formula 3 Euro Series |
| Prema Powerteam   | F308-Mercedes   | 12 | Daniel Juncadella    | Formula 3 Euro Series |
| Prema Powerteam   | F308-Mercedes   | 14 | Pipo Derani          | British Formula Three |
| Mücke Motorsport  | F308-Mercedes   | 15 | Nigel Melker         | Formula 3 Euro Series |
| Mücke Motorsport  | F308-Mercedes   | 16 | Felix Rosenqvist     | Formula 3 Euro Series |
| Mücke Motorsport  | F308-Mercedes   | 17 | Lucas Foresti        | British Formula Three |
| Motopark Academy  | F308-Volkswagen | 18 | Jimmy Eriksson       | Formula 3 Euro Series |
| Motopark Academy  | F308-Volkswagen | 19 | Kimiya Satō          | Formula 3 Euro Series |

- Tutti corrono con vetture Dallara.

## Qualifiche

### Resoconto
Le qualifiche si tengono nella giornata del sabato in due sessioni. La seconda sessione è caratterizzata da forte pioggia, per cui nessuno dei piloti riesce a migliorare il tempo della prima sessione.

### Risultati
I risultati delle qualifiche sono i seguenti:
| Pos | Nr | Pilota               | Team             | Q1       | Q2       |
| --- | -- | -------------------- | ---------------- | -------- | -------- |
| 1   | 11 | Roberto Merhi        | Prema Powerteam  | 1'30"750 | 1'48"138 |
| 2   | 12 | Daniel Juncadella    | Prema Powerteam  | 1'30"758 | 1'49"141 |
| 3   | 16 | Felix Rosenqvist     | Mücke Motorsport | 1'31"055 | 1'49"291 |
| 4   | 1  | Marco Wittmann       | Signature        | 1'31"226 | 1'47"803 |
| 5   | 8  | Kevin Magnussen      | Carlin           | 1'31"295 | 1'48"648 |
| 6   | 15 | Nigel Melker         | Mücke Motorsport | 1'31"411 | 1'49"909 |
| 7   | 2  | Laurens Vanthoor     | Signature        | 1'31"530 | 1'49"972 |
| 8   | 9  | Rupert Svendsen-Cook | Carlin           | 1'31"599 | 1'51"636 |
| 9   | 3  | Daniel Abt           | Signature        | 1'31"914 | 1'48"723 |
| 10  | 17 | Lucas Foresti        | Mücke Motorsport | 1'31"933 | 1'48"995 |
| 11  | 14 | Pipo Derani          | Prema Powerteam  | 1'32"096 | 1'51"583 |
| 12  | 7  | Jazeman Jaafar       | Carlin           | 1'32"123 | 1'52"220 |
| 13  | 4  | Carlos Muñoz         | Signature        | 1'32"315 | 1'49"493 |
| 14  | 18 | Jimmy Eriksson       | Motopark Academy | 1'32"526 | 1'51"590 |
| 15  | 6  | Carlos Huertas       | Carlin           | 1'32"529 | 1'53"408 |
| 16  | 19 | Kimiya Satō          | Motopark Academy | 1'32"694 | 1'51"742 |

## Gara

### Resoconto
La partenza è caratterizzata da un contatto tra Roberto Merhi e Daniel Juncadella. Il primo chiude l'avversario verso il muretto dei box, le due vetture si agganciano, provocando anche l'incidente di Pipo Derani e Carlos Muñoz. Per questa manovra Merhi viene squalificato.
La vittoria va allo svedese Felix Rosenqvist del team Mücke, che ha guidato per tutta la gara; dietro a lui si classifica Marco Wittmann.

### Risultati
I risultati della gara sono i seguenti:
| Pos                                                | Nr | Pilota               | Team             | Giri | Tempo/Ritiro | Griglia |
| -------------------------------------------------- | -- | -------------------- | ---------------- | ---- | ------------ | ------- |
| 1                                                  | 16 | Felix Rosenqvist     | Mücke Motorsport | 25   | 42'19"994    | 3       |
| 2                                                  | 1  | Marco Wittmann       | Signature        | 25   | +5"182       | 4       |
| 3                                                  | 10 | Kevin Magnussen      | Carlin           | 25   | +23"934      | 5       |
| 4                                                  | 15 | Nigel Melker         | Mücke Motorsport | 25   | +24"507      | 6       |
| 5                                                  | 9  | Rupert Svendsen-Cook | Carlin           | 25   | +26"170      | 8       |
| 6                                                  | 3  | Daniel Abt           | Signature        | 25   | +27"232      | 9       |
| 7                                                  | 2  | Laurens Vanthoor     | Signature        | 25   | +27"826      | 7       |
| 8                                                  | 17 | Lucas Foresti        | Mücke Motorsport | 25   | +28"944      | 10      |
| 9                                                  | 18 | Jimmy Eriksson       | Motopark Academy | 25   | +30.337      | 14      |
| 10                                                 | 7  | Jazeman Jaafar       | Carlin           | 25   | +40"802      | 12      |
| 11                                                 | 6  | Carlos Huertas       | Carlin           | 25   | +41"923      | 15      |
| 12                                                 | 19 | Kimiya Satō          | Motopark Academy | 25   | +48"439      | 16      |
| SQ                                                 | 11 | Roberto Merhi        | Prema Powerteam  | 25   | Squalificato | 1       |
| Rit                                                | 12 | Daniel Juncadella    | Prema Powerteam  | 0    | Incidente    | 2       |
| Rit                                                | 14 | Pipo Derani          | Prema Powerteam  | 0    | Incidente    | 11      |
| Rit                                                | 4  | Carlos Muñoz         | Signature        | 0    | Incidente    | 13      |
| Giro veloce: Felix Rosenqvist, 1'31"534, al giro 6 |    |                      |                  |      |              |         |